# St. Antonius von Padua (Gispersleben)

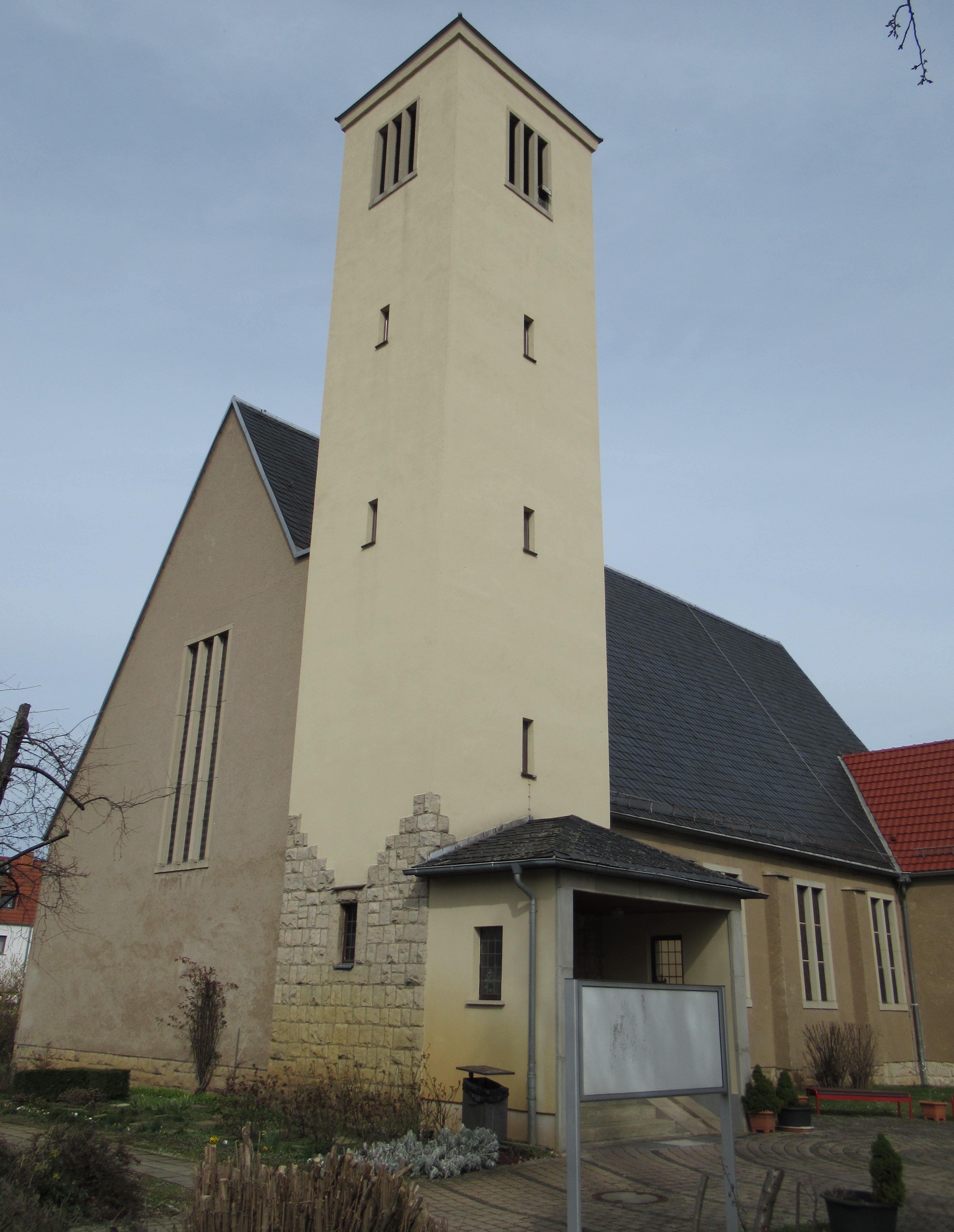
Römisch-katholische Kirche St. Antonius von Padua in Gispersleben

Die römisch-katholische Filialkirche St. Antonius von Padua steht im Stadtteil Gispersleben der thüringischen Landeshauptstadt Erfurt. Sie ist Filialkirche der Pfarrei St. Josef Erfurt im Dekanat Erfurt des Bistums Erfurt und trägt das Patrozinium des heiligen Antonius von Padua.

## Geschichte
Durch die Vertreibungen in Folge des Zweiten Weltkrieges stieg die bis dahin sehr geringe Anzahl an Katholiken in Gispersleben, Tiefthal und Kühnhausen an, sodass die Gemeinde eine eigene Kirche benötigte. Am 12. Juni 1955 konnte durch die Unterstützung des damaligen Weihbischofs Joseph Freusberg die Grundsteinlegung erfolgen. Die Kirchweihe wurde am 20. November 1956 gefeiert. Bis dahin hatte die Gemeinde die evangelisch Kirche St. Viti genutzt. Seit 2005 gehört die Gemeinde zur Pfarrei St. Josef Erfurt. 2014 erfolgte eine umfangreiche Innen- sowie Turmsanierung und 2023 wurde der Zugang zur Kirche barrierefrei umgebaut.

## Ausstattung
Das Altarfenster mit dem Thema „Schöpfung“ wurde 1961 von Ullrich Bewersdorff geschaffen und steht im Einklang mit dem im selben Jahr angeschafften Altarkreuz.